# 黄丹木姜子
黄丹木姜子（学名：Litsea elongata），为樟科木姜子属下的一个种。其种加词“elongata”意为“长的”。